# Доносмта
Доносмта (Доной-лам, Харха-Лам (чеч. Донойн-лам,, груз. დანოს მთა[джерело?]) — вершина в  Головному Кавказькому хребті (Пірикитський хребет), на кордоні Росії (Чечня) і  Грузії (Тушеті). 
Топонімія: Донос — назва + мта — гора (груз.). В основі назви лежить ім'я шароївського клану Доной (Даней), аналогічно Маїстісмта.
Висота Донос-мта — 4176 метрів н.р.м. Вершина відноситься до 3-ї категорії складності сходження. В кінці XIX ст. з розвитком альпінізму в Російській імперії, було здійснено серію першосходжень. Снігова вершина Доносмта була підкорена в числі перших — в 1889 р.- групою під керівництвом М.Кузнецова .
Чеченський аул Ітум-Кале — найближчий населений пункт від вершини Доносмта.

## Виноски
1. 1 2  Мурдалов М. Кавказская Швейцария Chechnya // . — 2018. — 666 с. — ISBN 978-5-4490-4198-2.
2. ↑  КРАТКИЕ СООБЩЕНИЯ А.А. Головлёв* НЕКОТОРЫЕ БИОЛОГИЧЕСКИЕ И ГЕОГРАФИЧЕСКИЕ ТЕРМИНЫ И ТОПОНИМЫ НА ЧЕЧЕНСКОМ ЯЗЫКЕ
3. ↑  Сулейманов, 1976, с. 176.
4. 1 2  Анохин Г. И. Восточный Кавказ. l По Чечено-Тушетскому региону [Архівовано 19 січня 2012 у Wayback Machine.]
5. ↑  Рототаев П.С. К вершинам. Хроника советского альпинизма